# Клюссерат
Клюссерат (нем. Klüsserath) — община в Германии, в земле Рейнланд-Пфальц. 
Входит в состав района Трир-Саарбург. Подчиняется управлению Швайх.  Население составляет 1141 человек (на 31 декабря 2010 года). Занимает площадь 11,70 км².